# Renato Barberini
Renato Barberini (Modena, 15 agosto 1922 – ...) è stato un calciatore italiano, di ruolo centrocampista.

## Carriera
Dopo aver giocato 2 partite in Serie B con lo Spezia nella stagione 1942-1943, nella stagione 1945-1946 ha giocato 13 partite in massima serie con l'Anconitana. In seguito ha anche giocato per una stagione in Serie B nel Varese (6 presenze) e per due anni al Gubbio (il primo in Serie B ed il secondo in Serie C).
Con gli umbri ha segnato 2 gol in 31 presenze in Serie B nella stagione 1947-1948 ed è rimasto in squadra anche l'anno seguente in Serie C; a fine carriera ha giocato per una stagione in Promozione (il massimo livello dilettantistico dell'epoca) con la Ternana, con cuoi precedentemente aveva trascorso la stagione 1949-1950 in Serie C.